# Akustische Skala

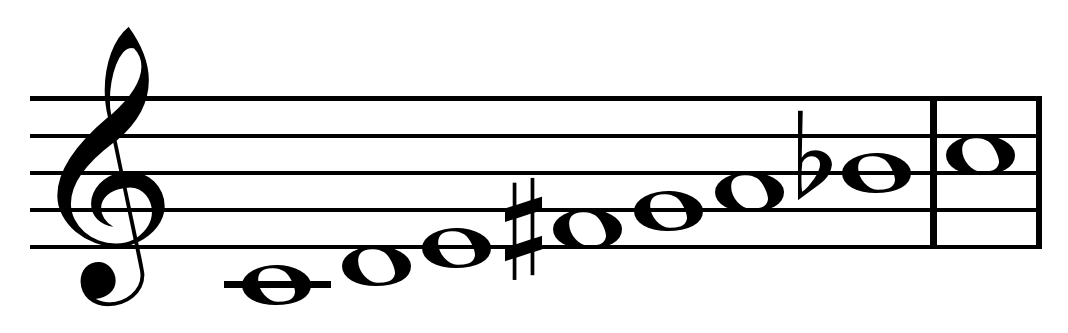
C-Akustisch

Die akustische Skala (auch Overtone Scale, Lydian Dominant, Lydian ♭7 oder Mixo ♯11) ist eine heptatonische diatonische Tonleiter. Sie ist erster Modus der Heptatonia Secunda. Der Begriff Akustische Skala wurde von Ernő Lendvai geprägt.

## Herleitung

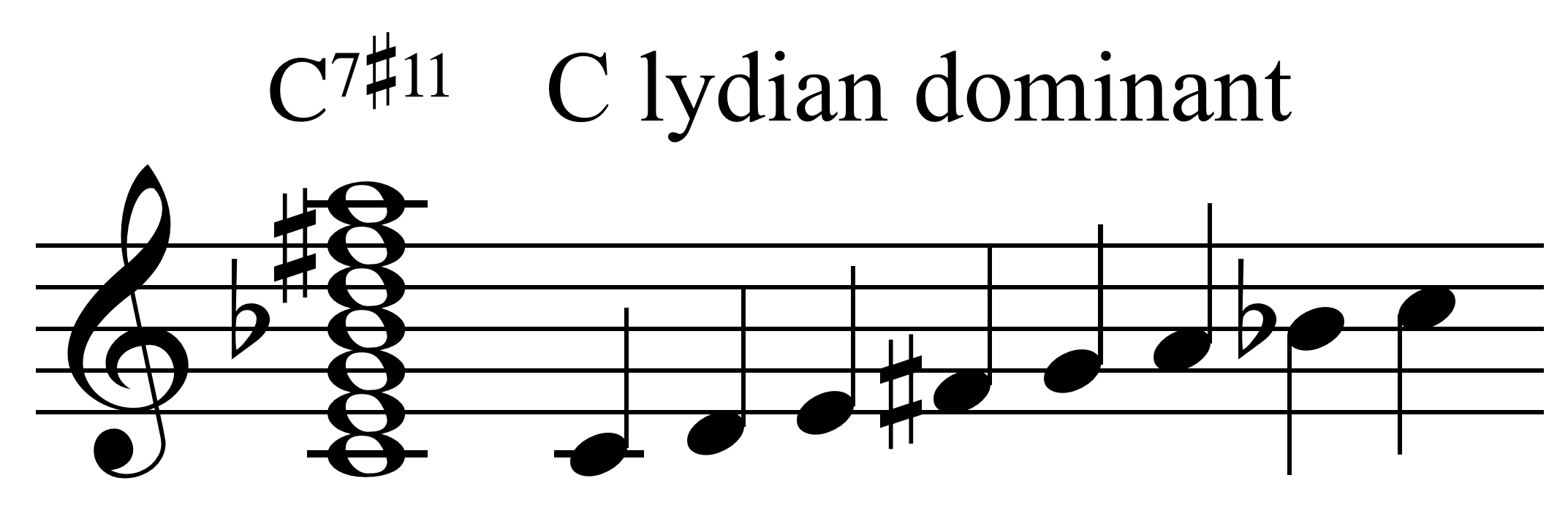
Ein C^{7♯11}-Akkord als Tonleiter geordnet

Zur Herleitung kann die Naturtonreihe herangezogen werden, bei der die Partialtöne 8–14 (in die gleichstufige Stimmung modifiziert) der akustischen Skala entsprechen. Sie lässt sich auch alternativ als zur Tonleiter geordneter C13♯11-Akkord (also bestehend aus C, E, G, B, D, Fis, A) interpretieren, der deswegen auch als akustischer Tredezimakkord bezeichnet wird.
Eine weitere Deutungsmöglichkeit besteht in der Veränderung von Kirchentonarten. So lässt sich die akustische Skala als lydischer Modus betrachten, dessen siebter Ton tiefalteriert wurde: Es ergibt sich der (englische) Name „Lydian ♭7“. Der alternative Name „Mixo ♯11“ verweist auf eine mixolydische Skala, die einen Tritonus über dem Grundton enthält (ergo wurde der 4. Ton hochalteriert, nach Jazzgewohnheit als 11. Ton bzw. Undezime verzeichnet).

## Verwendung
Erste Verwendung findet die Skala 1725 bei Georg Philipp Telemann im Hauptthema des 6. Satzes Der Älster Schäffer Dorff Music der Alster-Ouvertüre TWV 55:F11. Häufiger tritt die Skala in der Musik des 19. Jahrhunderts auf. Bereits Franz Liszt verwendet sie nicht selten (so z. B. in den Années de pèlerinage oder im dritten Mephisto-Walzer), später beziehen auch Maurice Ravel und Claude Debussy sie in einige ihrer Werke ein (bspw. in La Mer). Teils exzessiven Gebrauch von der akustischen Skala nahm Alexander Skrjabin, die er unter anderem für seinen mystischen Akkord nutzte. Weitere Beispiele lassen sich bei Béla Bartók, Igor Strawinski oder Olivier Messiaen finden.